# Elke Sleurs

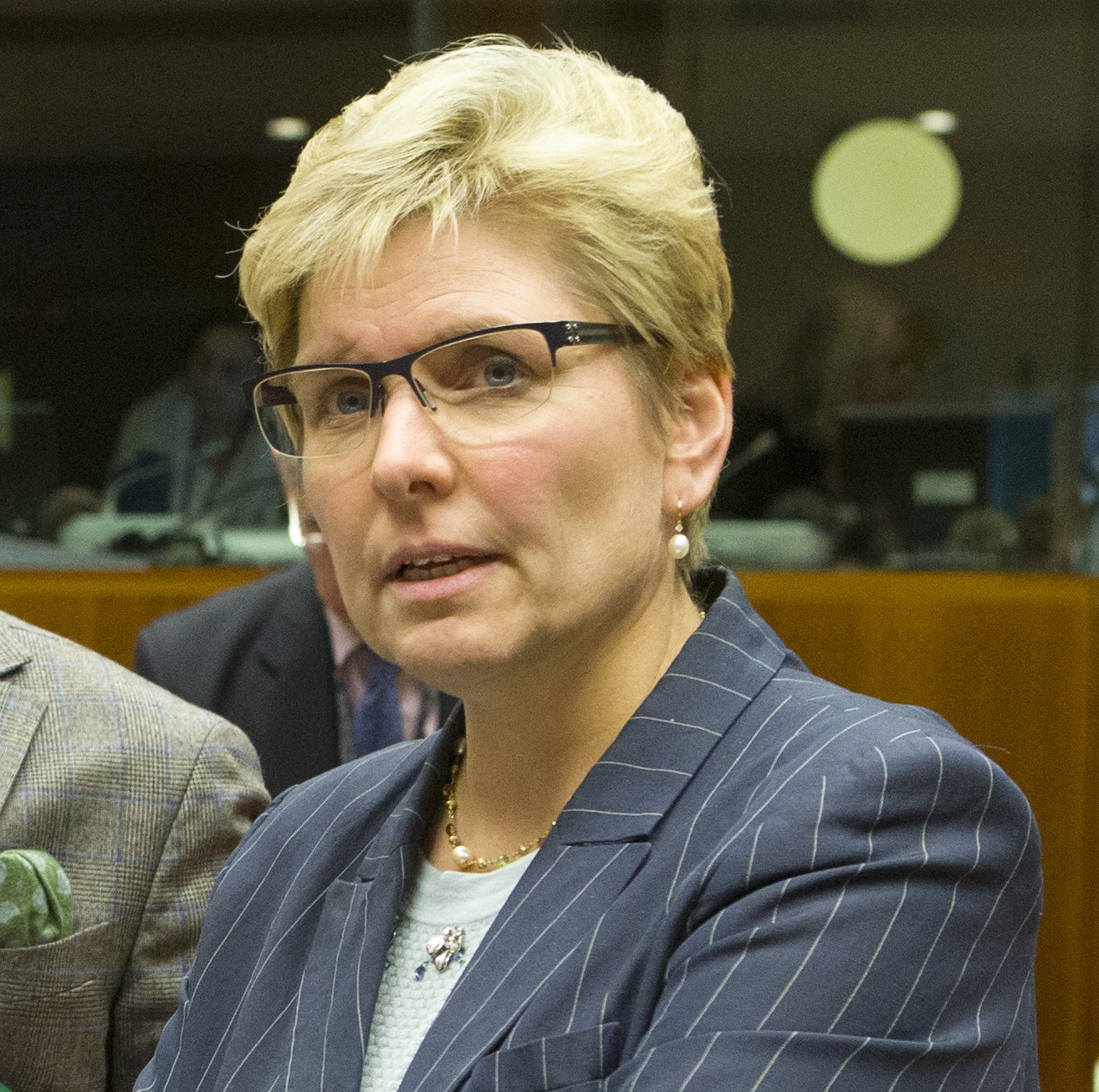
Elke Sleurs (2016)

Elke Inge Jan Sleurs (* 6. Februar 1968 in Gent) ist eine belgische Gynäkologin und Politikerin der Nieuw-Vlaamse Alliantie (N-VA). Sie war bis Februar 2017 Staatssekretärin für Armutsbekämpfung, Chancengleichheit, Wissenschaftspolitik und Großstädte in der föderalen Regierung Michel. Davor war sie seit 2010 für die N-VA im Senat vertreten. Auf lokaler Ebene ist sie Gemeinderatsmitglied in Gent.

## Leben
Elke Sleurs studierte Medizin und Gynäkologie an der Vrije Universiteit Brussel (VUB) und spezialisierte sich an der Michigan State University. Danach arbeitete sie zunächst an der Universitätsklinik Brüssel, bevor sie später zur Universitätsklinik Gent wechselte.
In ihrer Jugend war sie bereits Mitglied von Volksuniejongeren (Vujo), der Jugendbewegung der flämisch-nationalistischen Partei Volksunie. Ihren Einstieg in die aktive Politik machte sie erst im Jahr 2010, als sie für die N-VA in den Senat gewählt wurde. Dort übernahm sie zeitweise den Vorsitz des Ausschusses für soziale Angelegenheiten und verfasste verschiedene Interventionen zum Thema der Legalisierung der Euthanasie.
In der sogenannten „Schweden-Koalition“, der Föderalregierung unter Premierminister Charles Michel (MR), erhielt Elke Sleurs schließlich im Oktober 2014 den Posten der Staatssekretärin für Armutsbekämpfung, Chancengleichheit, Behinderten- und Wissenschaftspolitik und Bekämpfung von Steuerbetrug. Letzte Zuständigkeit gab sie jedoch am 21. Mai 2015 an ihren Parteikollegen Johan Van Overtveldt ab und erhielt im Gegenzug die Politik der Großstädte von Innenminister Jan Jambon; die Umstrukturierung wurde mit dem Bedürfnis begründet, „homogenere Befugnisverteilungen vorzunehmen“.
Nachdem im Februar 2017 Kammervorsitzender Siegfried Bracke (N-VA) aufgrund einer Affäre um seine nebenberufliche Beratertätigkeit bei Telenet beschloss, auf die Spitzenkandidatur der N-VA bei den Gemeinderatswahlen in Gent zu verzichten, wurde Elke Sleurs zur Bürgermeisterkandidatin der Partei ausgerufen. Im Verfolg entschied sie sich, ihr Amt als Staatssekretärin niederzulegen, um sich besser auf die Kommunalwahlen von 2018 vorbereiten zu können. Ihre Nachfolgerin in der Föderalregierung wurde Parteikollegin Zuhal Demir.
Auf lokaler Ebene ist Sleurs seit 2012 Mitglied des Gemeinderats in Gent, wo sie Tony Van Parys (CD&V) ersetzte.

## Übersicht der politischen Ämter
- 2007 – 2008: Mitglied des ÖHSZ-Rats in Gent
- 2010 – 2014: Senatorin
- 2012 – heute: Mitglied des Gemeinderats in Gent
- 2014 – heute: Mitglied des Flämischen Parlaments (teilweise verhindert)
- 2014 – 2015: Staatssekretärin für Armutsbekämpfung, Chancengleichheit, Behinderten- und Wissenschaftspolitik und Bekämpfung von Steuerbetrug in der Regierung Michel
- 2015 – 2017: Staatssekretärin für Armutsbekämpfung, Chancengleichheit, Behinderten- und Wissenschaftspolitik und Großstädte in der Regierung Michel